# Tapachula
Tapachula is een stad in Chiapas, in de regio Soconusco in het uiterste zuiden van Mexico. Tapachula heeft bijna 200.000 inwoners en is de hoofdplaats van de gemeente Tapachula.
Tapachula is een belangrijk economisch centrum. Het heeft het hoogste bnp per capita van Chiapas. Uit Tapachula komen veel industriële en agrarische producten, en het is een belangrijke doorvoerplaats, aangezien het bij de grens met Guatemala ligt. Bezienswaardigheden zijn de Azteekse tempels van Rosario Izapa en de vulkaan Tacaná.
De stad is de zetel van het rooms-katholieke bisdom Tapachula.
In 2005 werd Tapachula zwaar getroffen door Orkaan Stan.